# Mangkunegara VII
Mangkunegara VII (Surakarta, 12 novembre 1885 – Surakarta, 19 luglio 1944) è stato un sovrano indonesiano.
Fu il settimo principe di Mangkunegaran.

## Biografia

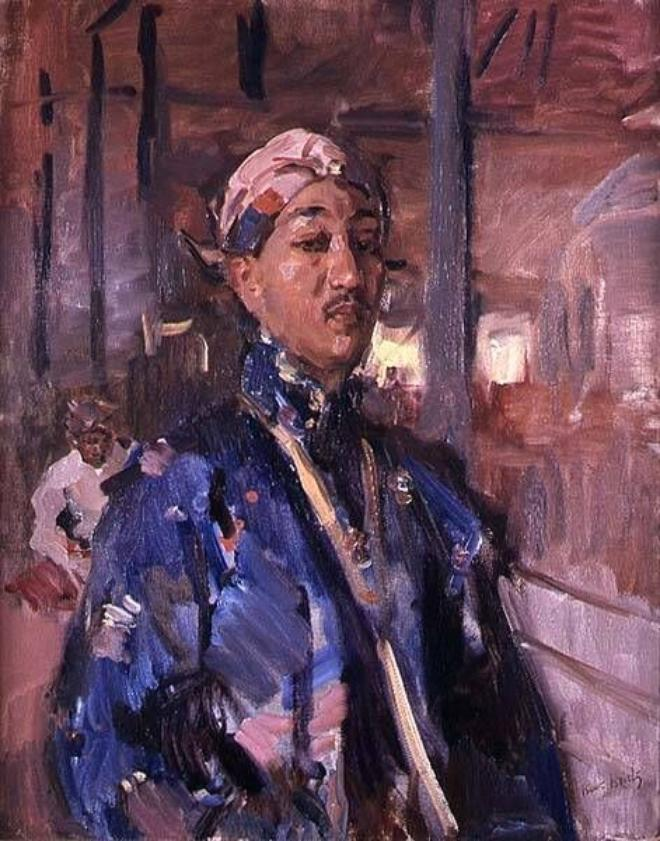
Ritratto di Mangkunegara VII, eseguito dal pittore olandese Isaac Israëls. Frans Hals Museum, Harlem.

Nato Raden Mas Soerjosoeparto, era figlio settimogenito di Mangkunegara V. Crebbe sotto l'indirizzo di suo padre come un principe moderno, al passo coi tempi, il che contribuì particolarmente al suo sviluppo come futuro governante dalla mentalità aperta, propenso al movimento di risveglio nazionale indonesiano. Dopo aver compiuto i propri studi presso l'Università di Leida nei Paesi Bassi, tornò in Indonesia per sostituire suo zio Mangkunegara VI, dimessosi nel 1916. In Olanda ebbe modo in particolare di apprendere l'olandese, divenendo un ottimo traduttore, senza mai dimenticare di approfondire la cultura giavanese come dimostrato dal suo ruolo attivo nello stabilire l'istituto di cultura e filosofia giavanese.
Nel 1933 promosse la costituzione della prima radio di stato in Indonesia, la SRV (Solosche Radio Vereniging), che trasmetteva programmi in lingua giavanese. Nella capitale di Surakarta promosse la costruzione del primo ospedale oltre che di una serie di ambulatori per la cura dei suoi sudditi secondo i dettami della medicina moderna.
Fu inoltre ufficiale dell'esercito coloniale olandese con il grado di colonnello e comandante della legione di Mangkunegaran.
Come i suoi predecessori, si impegnò significativamente per la diffusione della cultura e delle arti giavanesi, venendo premiato postumo con la stella alla cultura nazionale alla presenza dei suoi discendenti il 15 agosto 2016 dal presidente Joko Widodo.